# Especie en anillo

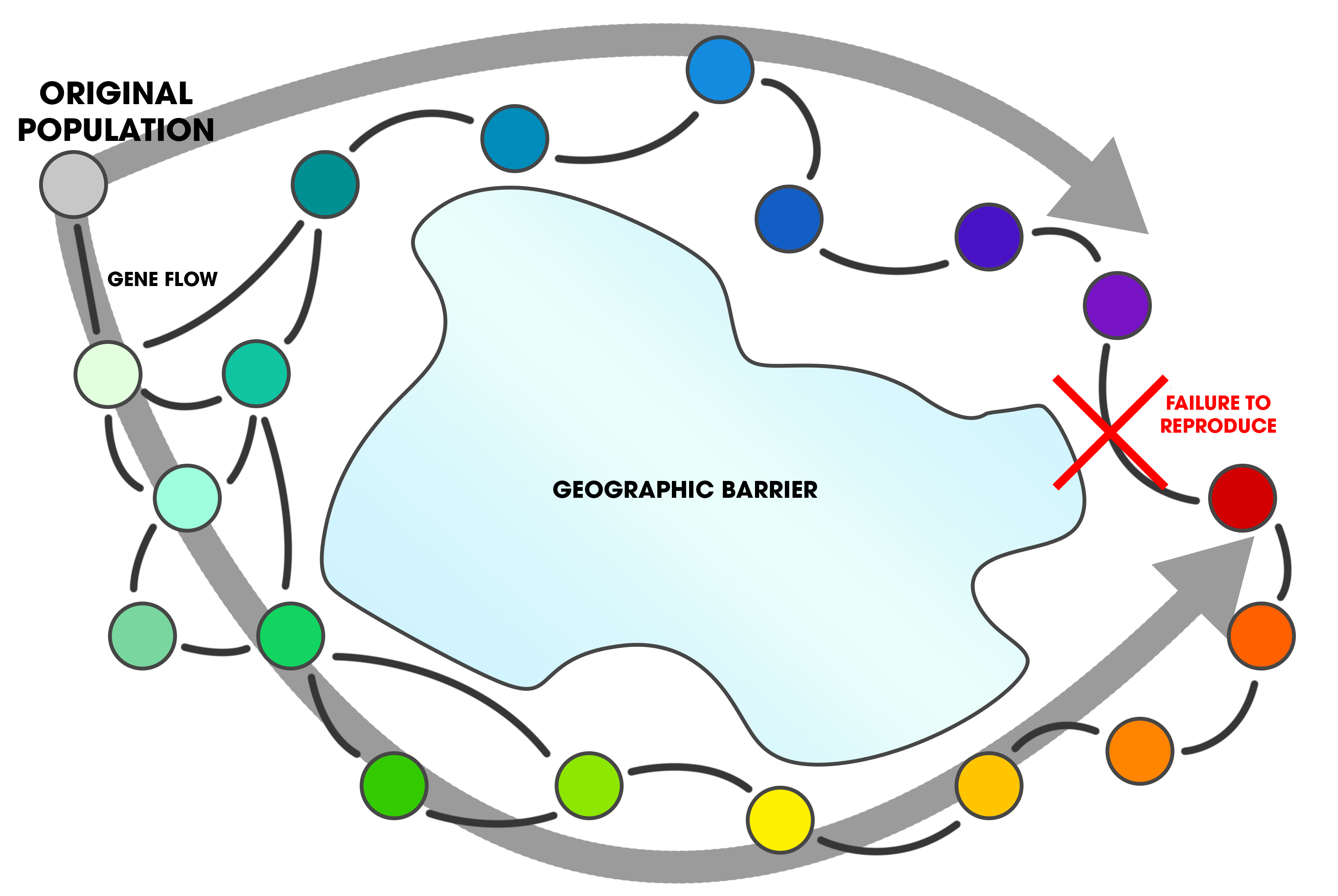
En una especie de anillo, existe flujo genético entre poblaciones vecinas pero, en los extremos del "anillo", las poblaciones no pueden hibridar.

Las barras naturales muestran poblaciones naturales representadas por colores variando a lo largo de una clina. Tal variación puede ocurrir en línea (por ejemplo, a distintos niveles de altitud de una montaña) o alrededor de un determinado accidente geográfico (por ejemplo, alrededor de un océano) A lo largo de la clina, las poblaciones son capaces de reproducirse con las poblaciones más próximas. Sin embargo, si los extremos acaban habitando un mismo territorio (simpatría) las diferencias son tan grandes que ya no son capaces de hibridar.

En biología, una especie en anillo (también especie anillo) es una serie conectada  de poblaciones vecinas, cada una de las cuales puede cruzarse con las poblaciones adyacentes, pero cuyos extremos son tan diferentes que no pueden reproducirse, a pesar del flujo genético potencial que conecta todas las poblaciones. Estos extremos pueden llegar a coexistir en el mismo territorio (simpatría) cerrando de esta manera el "anillo".
Las especies en anillo representan el proceso de especiación y se citan como evidencia de la evolución. Ilustran cómo las poblaciones divergen genéticamente, especialmente porque representan en poblaciones vivientes lo que ocurre a lo largo del tiempo entre antepasados comunes extintos y sus especies descendientes actuales. El biólogo evolutivo Richard Dawkins remarca que una especie en anillo "sólo está mostrándonos en la dimensión espacial algo que siempre ocurre en la dimensión temporal".
Formalmente, el hecho se resume en que la interfertilidad (capacidad de producir descendencia fértil) no es una relación transitiva, es decir, si A puede cruzarse con B y B puede cruzarse con C, no significa que A pueda cruzarse con C y, por tanto, no existe una relación de equivalencia.

## Historia

Las gaviotas Larus se cruzan en un anillo alrededor del Ártico. 1: L. fuscus, 2: Población siberiana de L. fuscus, 3: L. heuglini, 4: L. vegae birulai, 5: L. vegae, 6: L. smithsonianus, 7: L. argentatus
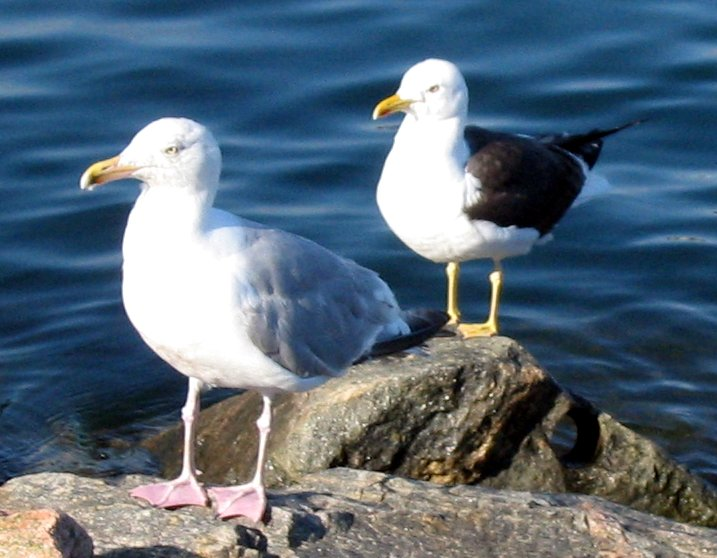
La gaviota argéntea (Larus argentatus) (delante) y la gaviota sombría (Larus fuscus) (detrás) en Noruega: dos fenotipos con claras diferencias.

La especie en anillo clásica es la gaviota Larus. En 1925 Jonathan Dwight describió el género formando una cadena de variedades alrededor del círculo Ártico. En 1938, Claud Buchanan Ticehurst argumentó que el mosquitero verdoso se había extendido desde Nepal hacia ambos lados del Himalaya, adaptándose a cada nuevo entorno y coincidiendo de nuevo en Siberia donde ya no son capaces de hibridar. Estos y otros descubrimientos ayudaron a Ernst Mayr a formular una teoría sobre las especies en anillo en 1942 con su estudio Systematics and the Origin of Species. También en los años 1940, Robert C. Stebbins describió las salamandras Ensatina alrededor del Valle Central de California como una especie en anillo. En 2012 se describió el primer ejemplo de una especie en anillo en plantas con euforbias formando un anillo alrededor del Mar Caribe.

## Especiación
Una especie de anillo es un modelo alternativo a la especiación alopátrica, en el que una nueva especie puede surgir sin que se interrumpa el flujo genético entre poblaciones. Aun así, Jerry Coyne y H. Allen Orr indican que este modelo está más estrechamente relacionado con la especiación parapátrica.
Algunos investigadores contemporáneos reconocen que los ejemplos de especies en anillo son raros debido a varios factores como a las limitaciones en la clasificación y delimitación taxonómica o a cierto "celo" entre los taxónomos que tienden a clasificar a los organismos en "especies", mientras que las especies en anillo conllevan una mayor complejidad en su clasificación. Otras razones citadas son la interrupción del flujo genético por la fragmentación de las poblaciones estudiadas.
Las especies en anillo, además, problematizan del concepto de especie, especialmente para aquellos que buscan clasificar el mundo en entidades discretas y aisladas. Lo único que distingue a una especie en anillo de dos especies separadas es la existencia de poblaciones interconectadas. Sin estas poblaciones intermedias, las poblaciones de los extremos serían consideradas especies distintas. El problema es si clasificar el anillo completo como una única especie (a pesar del hecho de que no todos los individuos podrían reproducirse entre sí) o clasificar cada población como especie distinta (a pesar del hecho que cada individuo sí puede reproducirse con sus vecinos cercanos). Las especies en anillo ilustran que fronteras de especie surgen gradualmente y que a menudo existe un continuo. En los últimos años han surgido nuevos conceptos que describen mejor esta realidad, como son los de macroespecie, superespecie y semiespecie.

## Ejemplos

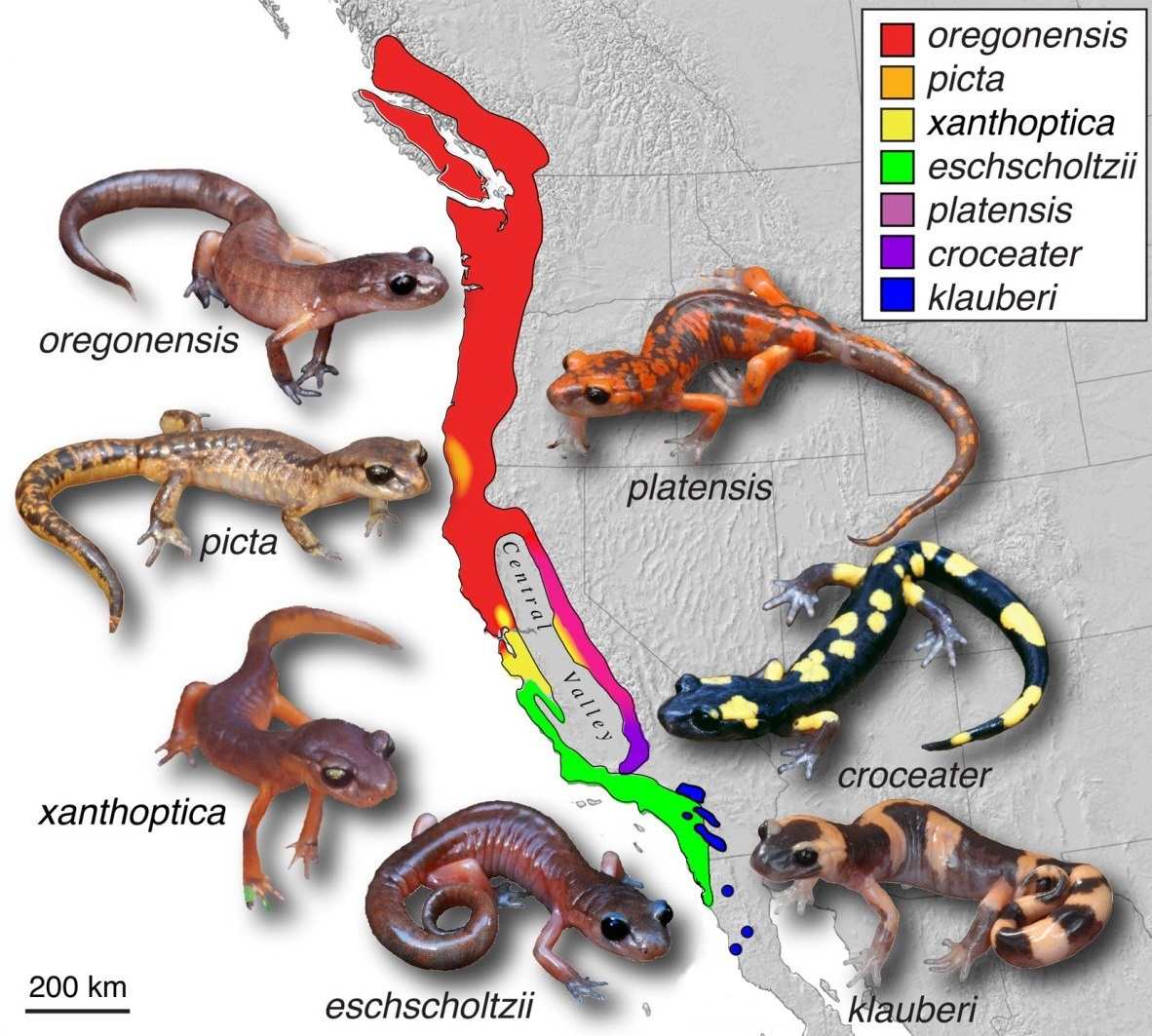
Ensatina, ejemplo de una especie en anillo de salamandras.

Evolución del mosquitero verdoso, clasificados en la actualidad como subespecies, a pesar de que las poblaciones siberianas no pueden cruzarse entre sí.
P.t. trochiloides
P.t. obscuratus
P.t. plumbeitarsus
P.t. ludlowi
P.t. viridanus

Se han documentado multitud de ejemplos de especies en anillo en la naturaleza. Los ejemplos siguientes proporcionan evidencia de que las especies existe en continuos. A menudo la solución encontrada para su nomenclatura ha sido la de la subclasificación como subespecies, clinas, ecotipos, complejos y variedades.
- Acanthiza pusilla y Acanthiza ewingii [15]
- Acacia karroo[14][16][17]
- Alauda skylarks (Alauda arvensis, Alauda japonica y Alauda gulgula)
- Alophoixus[12][18]
- Aulostomus[19]
- Camarhynchus psittacula y Camarhynchus pauper
- Chaerephon pumilus Complejo de especie[20]
- Ensatina eschscholtzii[21][22]
- Euphorbia tithymaloides, es un grupo que ha evolucionado en anillo entre América Central y el Caribe, coincidiendo sus extremos en las Islas Vírgenes donde  aparece como dos especies morfológica y ecológicamente distintas[9]
- Parus major
- Phylloscopus trochiloides
- Hoplitis producta
- Junonia coenia y Junonia genoveva / Junonia evarete
- Lalage leucopygialis, Lalage nigra y Lalage sueurii
- Larus
- Pelophylax nigromaculatus y Pelophylax porosus
- Pernis ptilorhynchus y Pernis celebensis
- Perognathus amplus y Perognathus longimembris
- Peromyscus maniculatus[23]
- Phellinus[24]
- El complejo Platycercus elegans[25][26]
- Drosophila paulistorum[27]
- Phylloscopus collybita y Phylloscopus sindianus[28][29]
- Powelliphanta[30]
- Rhymogona silvatica y Rhymogona cervina
- Melospiza melodia heermanni y Melospiza melodia fallax[31]
- Todiramphus chloris y Todiramphus cinnamominus